# 2021-es dél-morvaországi tornádó
2021. június 24-én szokatlanul erős és halálos többtölcséres tornádó érintette a Hodoníni és Břeclavi járás több falvát a dél-morvaországi kerületben, Csehországban. Több, mint 200-an megsérültek és hatan meghaltak. A tornádó hét települést érintett, a legnagyobb károkat a Hrušky, Moravská Nová Ves, Mikulčice és Lužice falvakban okozta.
A tornádó a modern cseh történelem legerősebb tornádója és 2001 óta a legtöbb halált okozó Európában. A Fujita-skálán F4-es besorolást kapott. 2015 júliusa óta Európa első F4-es tornádója volt, mikor Olaszországban alakult ki egy a Dolo és Mira településeken. Ez a tornádó egyike volt a hétnek, amely aznap kialakult Európában.

## Útja

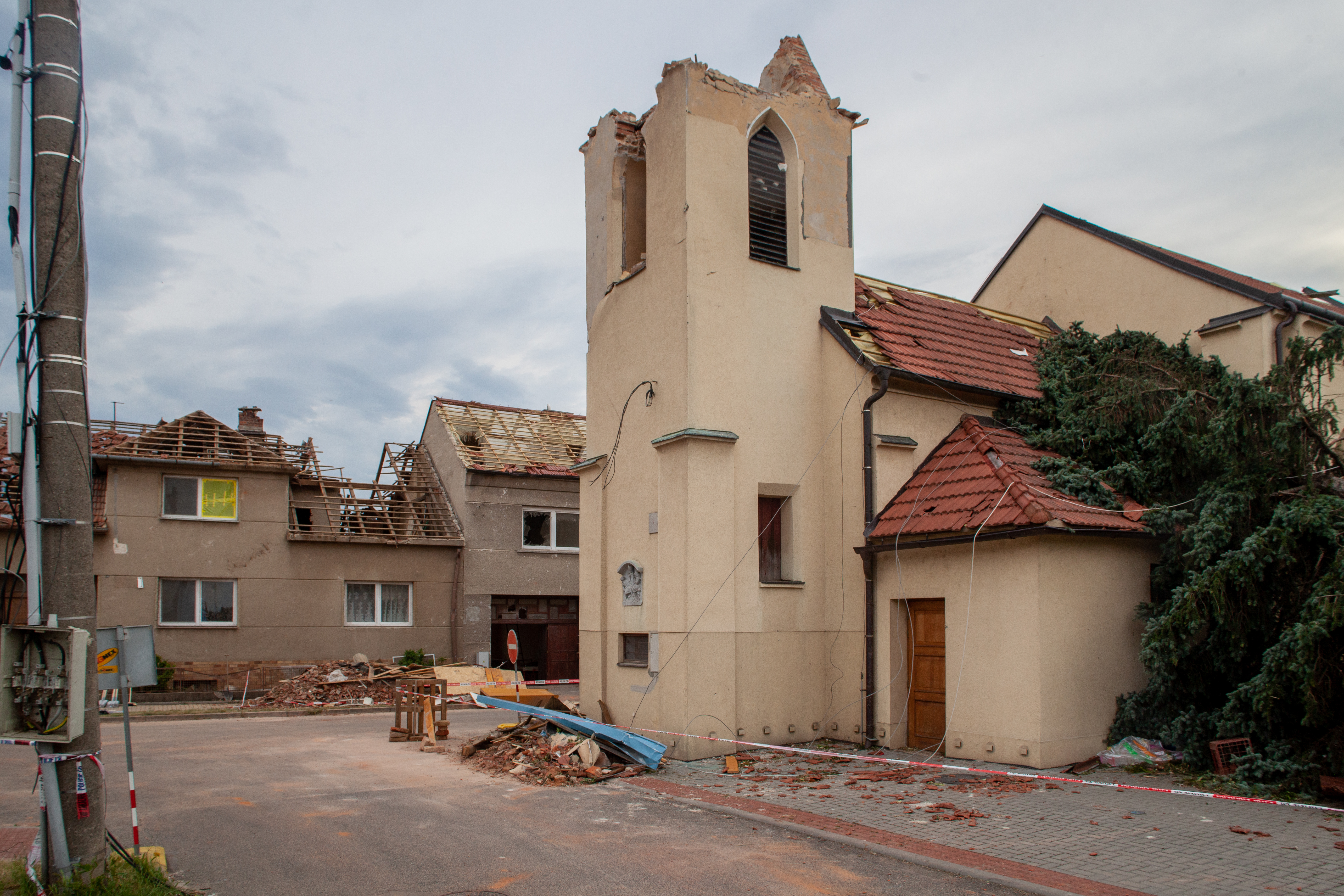
A károsodott Szent Bertalan Templom Hrušky-ban.

A tornádó Břeclavtől keletre alakult ki, először minimális kárt okozva, ahogy áthaladt üres mezőkön. Kelet-északkeletre haladt tovább Hrušky felé és gyorsan elkezdett növekedni, méretben és intenzitásban. A tornádó ezt követően érintette Hrušky-t, magas szintű strukturális károkat eredményezve. Több ház is megsérült vagy elpusztult, egy iskolaépület és egy templom mellett. A település épületeinek egyharmada elpusztult, 85%-uk pedig megsérült.

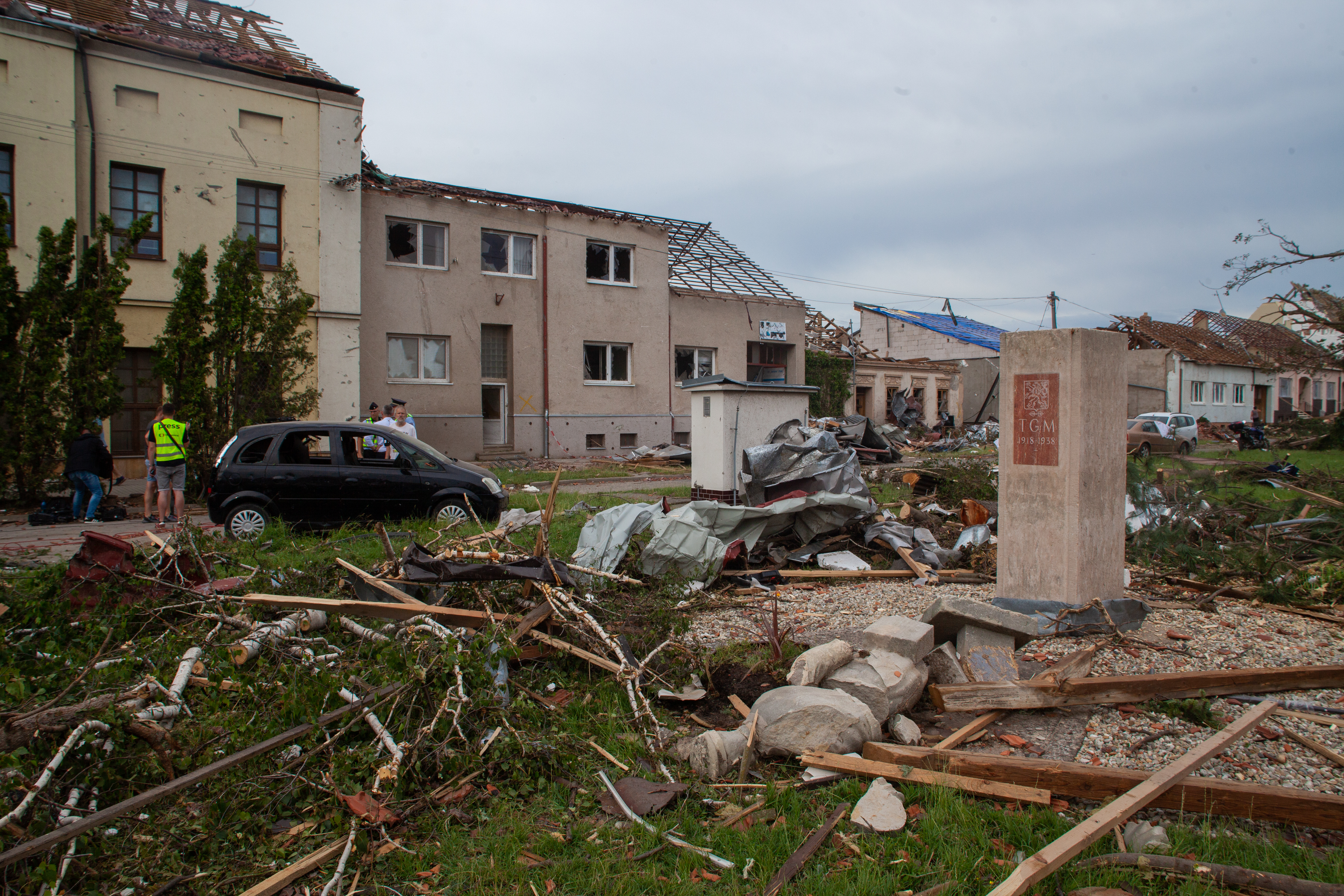
Moravská Nová Ves a tornádó után.

A nagy és erőszakos tornádó intenzitása tovább emelkedett, ahogy északkelet felé haladt, elérve legerősebb pontját, ahogy áthaladt Moravská Nová Ves és Mikulčice községeken. Több száz ház, apartmanok, templomok, boltok és raktárak is kárt szenvedett vagy elpusztult a tornádó útjában. A törmeléket hosszan elhordozta a szél, autókat felemelt és felborított, fákat kidöntött és többet teljesen kitépett helyéről. Egy buszt belerepített egy házba, több sérülést okozva.

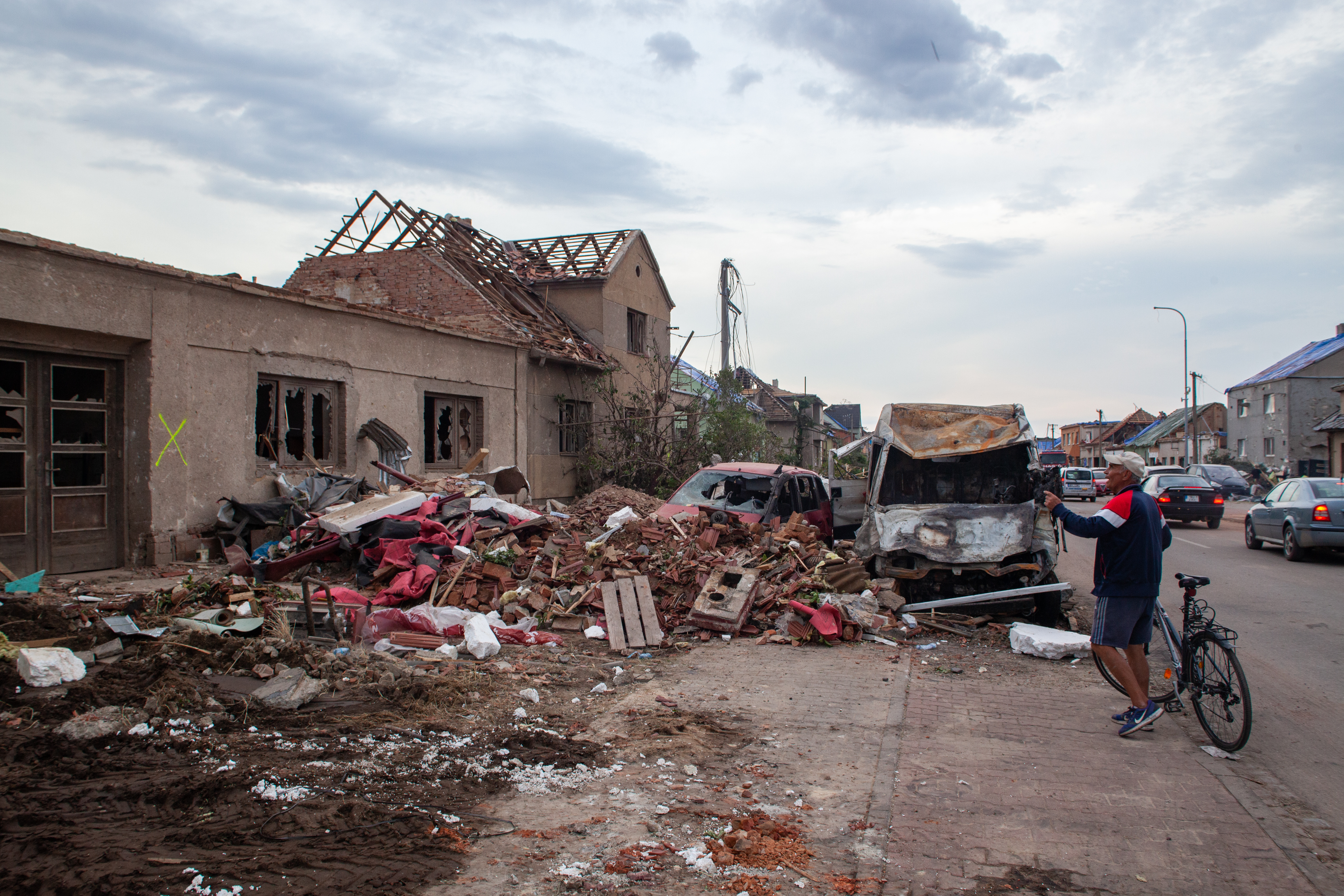
Összedőlt ház Lužicében a tornádót követően.

Lužicebe folytatva útját, a tornádó egyre szűkebb lett, de továbbra is erőszakos maradt, ahogy folytatta útját, nagy károkat okozva. Több otthonban és apartmanban kárt okozott vagy elpusztított a városban, több járműt felkapott és felborított, fákat kitépett a helyéről, gyárakat elpusztított, az utcák tele voltak törmelékkel, illetve kárt okozott gáz-, és áramvezetékekben, kialakítva kisebb tüzeket. A tornádó tovább haladt, nagy károkat okozva a szomszédos Hodonínba, érintve sűrűn lakott területeket a város északi részében. Több apartman, irodaépület, bolt és ház is elpusztult vagy nagy strukturális kárt szenvedett. További épületek, egy nyugdíjas otthon, egy sportkomplexum, egy csarnok, raktárak és a hodoníni állatkert is károsodott vagy elpusztult. A tornádó ismét szélesebb lett, ahogy észak felé haladt, kifelé Hodonínból. Teljesen elpusztított egy erdőt, kitépve fákat. Pánov faluban elpusztított házakat, majd ismét áthaladt egy erdőn, mielőtt hirtelen eltűnt Ratíškovice előtt. Összességében 1200 épület pusztult el vagy kárt szenvedett.

## Következmények
A tornádó áramszünetet okozott, több, mint 120 ezer háztartás maradt áram nélkül a régióban. Legalább 115 épületet, amely nem pusztult el, le fognak bontani. A D2-es autópályát, amely Brnot és Pozsonyt (Szlovákia) köti össze, lezárták. Mentőcsapatok érkeztek az ország több részéből (beleértve Prágából) és a szomszédos Ausztriából, illetve Szlovákiából, a cseh hadsereg mellett. Összességében nagyjából 15 milliárd korona kárt okozott a tornádó. A privát telkeket ért kár valószínűleg ennek a sokszorosa.
Nem sokkal a tornádó után, munkások elkezdték megjavítani az épületeket, amelyek nem mentek tönkre túlságosan. A falvak utcái tele voltak törmelékkel és elpusztított járművekkel. A dél-morvaországi kerület kormányzója, Jan Grolich kiemelte a feltakarítás fontosságát, a törmelékek egy részét a házak helyreállítására használják.
A vietnámi nagykövetség több vietnámi háztartást is meglátogatott a területen, hogy támogassák őket. A delegáció elindított egy gyűjtést, hogy segítse azokat, akiket érintett a tornádó. Több, mint 200 ezer koronát (2.8 millió forint) összegyűjtöttek egy nap alatt. Több, mint 30 vietnámi család lakott az érintett területen.
Michal Kempný jégkorongozó, aki Hodonínban született, segített újjáépíteni szülőfalvát. Az NCSML közvetlen pénzügyi segítséget kért. Dr. Cecilia Rokusek, a vezérigazgató azt mondta, hogy a tornádó az "ország történetének legpusztítóbb viharja volt."

## További tornádók
Ez a tornádó része volt egy kisebb kitörésnek Európa szerte, amelyből összességében hét forgószél alakult ki. Lengyelországban egy ember megsérült egy F2-es tornádó következtében.
| Tornádók – 2021. június 24., Csütörtök | Tornádók – 2021. június 24., Csütörtök                           | Tornádók – 2021. június 24., Csütörtök | Tornádók – 2021. június 24., Csütörtök                                              | Tornádók – 2021. június 24., Csütörtök | Tornádók – 2021. június 24., Csütörtök | Tornádók – 2021. június 24., Csütörtök                                                      |
| -------------------------------------- | ---------------------------------------------------------------- | -------------------------------------- | ----------------------------------------------------------------------------------- | -------------------------------------- | -------------------------------------- | ------------------------------------------------------------------------------------------- |
| F#                                     | Helyszín                                                         | Régió                                  | Koordináta                                                                          | Időpont (UTC)                          | Útjának hossza                         | Károk                                                                                       |
| Lengyelország                          |                                                                  |                                        |                                                                                     |                                        |                                        |                                                                                             |
| F1                                     | Boronówtól délkeletre                                            | Sziléziai vajdaság                     | é. sz. 50,67°, k. h. 18,93°50.670000°N 18.930000°EBoronów (June 24, F1)             | 8:10                                   | Ismeretlen                             | Több fa kidőlt, egy telefonvonal ráesett egy autóra.                                        |
| F2                                     | Koniuszowától Librantowáig                                       | Kis-lengyelországi vajdaság            | é. sz. 49,66°, k. h. 20,75°49.660000°N 20.750000°EKoniuszowa (June 24, F2)          | 14:18                                  | Ismeretlen                             | Több otthon és épület megsérült, 15 elvesztette tetejét. Fák kidőltek, egy ember megsérült. |
| F1                                     | Wrzelów                                                          | Lublini vajdaság                       | é. sz. 51,22°, k. h. 21,85°51.220000°N 21.850000°EWrzelów (June 24, F1)             | 23:30                                  | Ismeretlen                             | 20 otthon teteje szenvedett károkat.                                                        |
| Csehország                             |                                                                  |                                        |                                                                                     |                                        |                                        |                                                                                             |
| F4                                     | Břeclav keleti részéről Mikulčicébe, Hodonín északkeleti részére | Dél-morvaországi kerület               | é. sz. 50,12°, k. h. 17,07°50.120000°N 17.070000°ESouth Moravia (June 24, F4)       | 17:40                                  | 26 km (16 mi)                          | 6 halott – Lásd feljebb – 200 ember megsérült.                                              |
| Franciaország                          |                                                                  |                                        |                                                                                     |                                        |                                        |                                                                                             |
| F?                                     | Miribel-les-Échellestől dél-délkeletre                           | Auvergne-Rhône-Alpes                   | é. sz. 45,42°, k. h. 5,70°45.420000°N 5.700000°EMiribel-les-Échelles (June 24, EFU) | 15:00                                  | Ismeretlen                             | Károk nélkül szétoszlott.                                                                   |
| Oroszország                            |                                                                  |                                        |                                                                                     |                                        |                                        |                                                                                             |
| F?                                     | Peipus-tó                                                        | Pszkovi terület                        | Ismeretlen                                                                          | Ismeretlen                             | Ismeretlen                             | Károk nélkül szétoszlott.                                                                   |
| Németország                            |                                                                  |                                        |                                                                                     |                                        |                                        |                                                                                             |
| F?                                     | Kinzenbachtól délre                                              | Hessen                                 | Ismeretlen                                                                          | Ismeretlen                             | Ismeretlen                             | Lefényképeztek egy tornádót Kinzenbach déli részén, kár nélkül eltűnt.                      |